# Petrokemikalier
Petrokemikalier er en betegnelse for kulbrinter der hovedsageligt fremstilles af råolie.
Petrokemisk industri, den del af den kemiske industri, der som råstof benytter fraktioner fra råolie eller naturgas.